# Austria en los Juegos Olímpicos de Sídney 2000
Austria estuvo representada en los Juegos Olímpicos de Sídney 2000 por un total de 92 deportistas que compitieron en 17 deportes.  
El portador de la bandera en la ceremonia de apertura fue el tirador Wolfram Waibel.

## Medallistas
El equipo olímpico austríaco obtuvo las siguientes medallas:
| Nombre                             | Deporte   | Competición |
| ---------------------------------- | --------- | ----------- |
| Oro                                |           |             |
| Christoph Sieber                   | Vela      | Mistral M   |
| Roman Hagara Hans-Peter Steinacher | Vela      | Tornado M   |
| Plata                              |           |             |
| Stephanie Graf                     | Atletismo | 800 m F     |
| Bronce                             |           |             |
| —                                  |           |             |